# Vijuš
Vijuš je južni dio grada Slavonskog Broda, sjeverno od rijeke Save i južno od naselja Mikrorajon. U novije vrijeme, ovaj dio grada poznat je po Športskoj dvorani Vijuš koja je službeno otvorena krajem 2009. godine.